# Yūji Keigoshi
Yūji Keigoshi (jap. 慶越 雄二, Keigoshi Yūji; * 17. September 1963 in der Präfektur Kagoshima) ist ein ehemaliger japanischer Fußballspieler.

## Karriere
Keigoshi erlernte das Fußballspielen in der Schulmannschaft der Kagoshima Jitsugyo High School. Seinen ersten Vertrag unterschrieb er 1982 bei Matsushita Electric. 1985/86 wurde er mit dem Verein Meister der Japan Soccer League Division 2 und stieg in die Division 1 auf. Am Ende der Saison 1986/87 stieg der Verein in die Division 2 ab. 1987/88 wurde er mit dem Verein Vizemeister der Division 2 und stieg in die Division 1 auf. 1990 gewann er mit dem Verein den Kaiserpokal. Mit Gründung der Profiliga J.League 1992 und der damit verbundenen Neuorganisation des japanischen Fußballs wurde Matsushita Electric zu Gamba Osaka. Für den Verein absolvierte er 46 Erstligaspiele. 1993 wechselte er zum Ligakonkurrenten Verdy Kawasaki. Mit dem Verein wurde er 1993 und 1994 japanischer Meister. 1995 wechselte er zum Zweitligisten Fukuoka Blux (heute: Avispa Fukuoka). 1995 wurde er mit dem Verein Meister der Japan Football League und stieg in die J1 League auf. 1997 wechselte er zum Ligakonkurrenten Kyoto Purple Sanga. Ende 1997 beendete er seine Karriere als Fußballspieler.

## Erfolge
Matsushita Electric
- Kaiserpokal

Sieger: 1990
Verdy Kawasaki
- J1 League

Meister: 1993, 1994
- J.League Cup

Sieger: 1993, 1994